# Westhausen, Hildburghausen
Westhausen, Hildburghausen är en kommun i Landkreis Hildburghausen i förbundslandet Thüringen i Tyskland.
Kommunen ingår i förvaltningsgemenskapen Heldburger Unterland tillsammans med kommunerna Schlechtsart, Schweickershausen, Straufhain, Ummerstadt och Heldburg.